# Orfeo all'inferno (Offenbach)
Orfeo all'inferno (titolo originale francese Orphée aux Enfers) è un'operetta in due atti composta da Jacques Offenbach nel 1858. La trama riprende, in chiave comico-satirica, la vicenda mitologica della discesa di Orfeo agli inferi per riportare alla vita l'amata Euridice. Nel presentare gli dèi dell'Olimpo come meschini e ridicoli personaggi, Offenbach diede all'opera un sapore che a parte del pubblico borghese dell'epoca poté apparire addirittura scandaloso e dissacrante; ma la maggior parte avvertì anche che, sotto la farsa, si celava una satira corrosiva del Secondo Impero e della nuova "nobiltà" borghese di Napoleone III.
Questa operetta è famosa soprattutto per il can-can (in realtà, un galop), uno scatenato ballo che divenne molto popolare, caratterizzato dal movimento delle ballerine che alzavano le gambe (che così si scoprivano parzialmente alla vista degli spettatori entusiasti) seguendo il tempo di una musica molto veloce e ritmata.

## Trama

### Atto I
Scena I: Tebe, in un'epoca indefinita.
La prima scena dell'atto I, detta scena del consiglio municipale, si apre con un coro di pastori che invita tutti a rientrare nelle loro dimore e a fare spazio al passaggio del consiglio comunale. Udiamo un'introduzione orchestrale che introduce i primi elementi umoristici al ritmo di una marcia baroccheggiante.
Fa il suo ingresso in scena Euridice intonando la sua malinconica canzone. Da molto tempo, infatti, Orfeo ed Euridice sono stanchi l'uno dell'altra e la loro convivenza è molto cambiata: Euridice si sente abbandonata ed è molto arrabbiata con il marito per la sua ossessione per la musica; Orfeo, invece, è offeso perché la moglie si rifiuta di riconoscere le sue doti musicali.
La relazione della coppia è a tal punto deteriorata che ciascun coniuge cerca fuori di casa una soluzione al proprio abbattimento interiore e alla noia. Tanto Euridice quanto Orfeo non nascondono la loro attrazione per altri uomini e donne. Si chiacchiera che Orfeo abbia un affaire con la ninfa Chloè ed Euridice abbia una relazione amorosa con l'affabile pastore e produttore di miele Aristèe, da poco divenuto vicino di casa della coppia.
Aristèe intona allora la sua canzone pastorale, un brano che con il suo gradevole profumo bucolico serve a Offenbach per rivelarci l'erronea visione che ha di lui Euridice: erronea poiché dietro alla mite personalità di Aristèe si nasconde il dio Plutone, che intende portare la donna con sé negli inferi. Allorché la graziosa Euridice decide di andarsene con Aristèe, Orfeo non pare eccessivamente afflitto.
Appare allora l'opinione pubblica, che minaccia Orfeo di rovinare la sua reputazione come personaggio pubblico, in quanto artista e professore di violino se non parte subito alla ricerca di Euridice per esigere il suo ritorno. L'opinione pubblica consiglia a Orfeo di rivolgersi, qualora fosse necessario, anche alla massima autorità, ossia Jupiter (Giove) in persona. Infine l'opinione pubblica decide di accompagnarlo nella sua avventura per mostrargli il cammino che conduce all'Olimpo.
Scena II: Sul Monte Olimpo.
Udiamo un breve intermezzo che si altalena tra il lirismo dolce e sonnolento e l'arcano tenebroso. Gli dei si svegliano dal loro torpore e si ribellano, sulle note del La Marsigliese, al regime imposto da Jupiter; sono perfino contrari alla ridicola e noiosa dieta a base di nettare e ambrosia imposta dal dio supremo.
Lungi dal comportarsi con la dignità propria di un dio, Jupiter non può trattenersi dal fare numerose scappatelle nel mondo esterno e persino sua moglie, Junon (Giunone), lo riprende per il suo comportamento, convinta che il marito abbia una relazione con Euridice.
Quando Junon accusa Jupiter, costui si mostra nello stesso tempo adulato e infuriato. In quel momento sopraggiunge Orfeo accompagnato dall'opinione pubblica e chiede, senza troppa convinzione, che gli venga restituita la moglie (cita allora il tema principale "Che farò senza Euridice" da Orfeo ed Euridice di Gluck). Jupiter convoca gli dei in tutta urgenza, proponendo loro una gita negli inferi. Il dio supremo intende ritrovare Euridice ma non per consegnarla al marito, bensì per tenersela per sé.

### Atto II
Scena I: Nell'Ade, la dimora di Plutone.
Qui il dio tiene rinchiusa Euridice, sorvegliata da un eunuco chiamato John Styx, che rimpiange i tempi passati, allegri e felici. Euridice si mostra completamente indifferente nei confronti di Styx, senza prestare la benché minima attenzione alle sue lagnanze. Anzi, la giovane è più indispettita che mai poiché la noia è ancor più grande di quando viveva con Orfeo: indossati gli abiti di Plutone, Aristèe, ha smesso di mostrare interesse per la donna una volta che costei ha accettato le sue condizioni.
Mentre tutti gli abitanti dell'Olimpo cercano disperatamente Euridice, quest'ultima è attratta da un insetto che si è posato su buco della serratura che le nega la libertà. Si tratta di una mosca dalle ali dorate che si fa prendere facilmente fra le mani della ragazza. In realtà è Jupiter che, così come in altre occasioni, ha mutato le proprie sembianze per raggiungere il suo scopo. Il dio promette ad Euridice che le rallegrerà la vita.
Scena II: Nell'Ade, oltre il fiume Stige.
Plutone ha organizzato un banchetto infernale per i suoi invitati dell'Olimpo. Incoraggiato dal suo recente successo come seduttore, Jupiter viene acclamato dagli astanti allorché si esibisce in un vivace minuetto che ben presto degenera in un selvaggio can-can. Ma il mondo umano interrompe il divertimento degli dei: l'opinione pubblica è riuscita a spingersi fino agli inferi con sommo disappunto di Orfeo, che si sente immensamente felice per la sua separazione da Euridice.
Adesso Orfeo, contro la propria volontà dato che agisce sotto l'ingiusta imposizione dell'opinione pubblica, si vede costretto a chiedere a Jupiter che gli venga restituita la moglie. Sotto lo sguardo attento degli dei, Jupiter concede il proprio assenso ma ad una condizione: Orfeo non deve guardare indietro durante il suo viaggio di ritorno a Tebe.
Quando la coppia, guidata dalla trionfale opinione pubblica, sta per raggiungere il fiume Stige, Jupiter scaglia un fulmine: Orfeo si volta impaurito e, così facendo, perde Euridice. Jupiter non può prenderla con sé, dato che deve mantenere la propria reputazione di seduttore, e così dispone che la donna passi al servizio di Bacchus (Bacco) il dio del vino.
Affascinata dal futuro che la attende, Euridice, intona la melodia del celeberrimo galop (conosciuto come can-can), sulle cui note si conclude il finale festante dell'operetta. La nuova baccante viene quindi accolta dalla comitiva ubriaca e giubilante che accompagna il dio Bacchus.

## Rappresentazioni
Quest'operetta avrebbe dovuto essere rappresentata solo poche volte al Théâtre des Bouffes-Parisiens di Parigi con il soprano Lise Tautin, il baritono Désiré, il mezzosoprano Marguerite Macé-Montrouge, Marie Cico, il tenore Jean-François Berthelier e Léonce diretta dal compositore, venne tuttavia stroncata da un critico dell'epoca, con l'accusa di aver infangato la più aulica delle opere liriche (Orfeo - nella versione di Claudio Monteverdi - , infatti, è la prima Opera nella storia del melodramma, autogiustificato per il fatto di rappresentare il "dio" della poesia in persona); in seguito a queste critiche si scatenò una bagarre nella società francese pari forse solo alla Querelle des bouffons. Questo suscitò immenso interesse nei confronti dell'operetta che quindi venne replicata per 228 volte, prima che gli attori dessero forfait per la troppa fatica.
Altro elemento di aspra critica nei confronti dell'autore nasce dai richiami musicali all'Orfeo ed Euridice di Gluck; richiami al minuetto dei Campi Elisi, che diventa il celebre galop (normalmente indicato come can-can), e all'aria "Che farò senza Euridice", nel momento in cui Orfeo entra negli Inferi, seguito dall'Opinione Pubblica.

## Discografia parziale
- 1973 - Orchestre de l'Association des Concerts Lamoureux e Choeur Raymond Saint-Paul Orphée aux Enfers (Pathé, 2C 051-12108)
- 1979 - Orchestre National du Capitole de Toulouse e Les Petits Chanteurs à La Croix Potencée Orphée aux Enfers (La Voix de son Maître, 2C 167-16341/3)
- 1995 - Charpentier, Les Arts Florissants La Descente d'Orphée aux Enfers (Erato, 0630-11913-2)
- 1998 - Orphée aux Enfers - Choeur & Orchestre de L'Opéra National de Lyon/Natalie Dessay/Véronique Gens/Ewa Podleś/Laurent Naouri/Marc Minkowski/Orchestre de Chambre de Grenoble, (EMI Classics, 5 56725 2)
- Orphée aux Enfers - Mady Mesplé/Jane Rhodes/Jane Berbié/Michel Sénéchal/Charles Burles/Michel Trempont/Campidoglio (Tolosa)/Michel Plasson
- 2002 - Günter Schlienz Orphée aux Enfers (Moon Glyph, MG109)
- 2020 - Orchestre Philharmonique de Paris Orphée aux Enfers (Preiser Records, 20021)
- 2020 - Charpentier, Vox Luminis, A Nocte Temporis, Reinoud Van Mechelen, Lionel Meunier Orphée aux Enfers (Alpha Classics, ALPHA 566)

## DVD parziale
- Orpheus in der Unterwelt (Deutsche Oper Berlin, 1984) - Jesús López-Cobos/Donald Grobe/Julia Migenes-Johnson/Hans Beirer/Astrid Varnay/George Shirley, Arthaus/Naxos
- Orpheus in the Underworld - Davin/Badea/Vidal, Theatre de La Monnaie/De Munt, 1997 Image/Arthaus/Naxos
- Orphee aux enfers - Marc Minkowski/Natalie Dessay/Yann Beuron/Jean-Paul Fouchécourt, Opéra National de Lyon, 1997 Arthaus/Naxos